# Maddison Pearman
Maddison Pearman (23 januari 1996, Ponoka) is een Canadese langebaanschaatsster.

## Records

### Persoonlijke records
| Afstand    | Tijd    | Datum           | Baan           |
| ---------- | ------- | --------------- | -------------- |
| 500 meter  | 38,81   | 13 oktober 2021 | Calgary        |
| 1000 meter | 1.14,67 | 4 december 2021 | Salt Lake City |
| 1500 meter | 1.54,98 | 5 december 2021 | Salt Lake City |
| 3000 meter | 4.12,52 | 9 november 2019 | Calgary        |
| 5000 meter | 8.01,62 | 21 maart 2015   | Calgary        |

(laatst bijgewerkt: 11 februari 2022)

## Resultaten
| Jaar | Olympische Spelen   | WK Sprint                | WK Afstanden           | WK Junioren              |
| ---- | ------------------- | ------------------------ | ---------------------- | ------------------------ |
| 2013 |                     |                          |                        | 18e (34e, 30e, 33e, 24e) |
|      |                     |                          |                        |                          |
| 2015 |                     |                          |                        | 14e (16e, 17e, 15e, 25e) |
|      |                     |                          |                        |                          |
| 2022 | 26e 1000m 24e 1500m | 12e (17e, 11e, 17e, 11e) |                        |                          |
| 2023 |                     |                          | 18e 1000m 16e 1500m    |                          |
| 2024 |                     | 21e (23e, 20e, 22e, 15e) | 16e 1000m · teamsprint |                          |

(#, #, #, #) = afstandspositie op juniorentoernooi (500m, 1500m, 1000m, 3000m).